# Ионин, Николай Александрович
Николай Александрович Ионин (18 июня 1890, Новгородский уезд, Новгородская губерния — 15 ноября 1948, Ленинград) — советский живописец, график, художник театра, член Ленинградского Союза художников.

## Биография
Родился в деревне Наволок Новгородской губернии в семье Александра и Марии Иониных в 1890 году, о чём сделана запись в метрической книге Новгородского Сиркова женского монастыря. В 1908—1913 учился в Петербурге в Рисовальной школе при Императорском Обществе поощрения художеств. В 1913—1917 в качестве вольнослушателя посещал Высшее художественное училище при Императорской Академии художеств. После революции в 1918 возобновил учёбу в Училище (ПГСХУМ) у Д. Н. Кардовского и К. С. Петрова-Водкина. Окончил Училище в 1922 с присвоением звания художника живописи.
Участвовал в выставках с 1915 года. Писал пейзажи, портреты, жанровые картины. В 1928 году принял участие в выставке «Общины художников», в 1929 году — в выставке АХР, в 1929 году вошёл в состав «Общества живописцев». С 1933 года член Ленинградского Союза художников. В 1930-е годы преподавал в Ленинградском институте инженеров гражданского воздушного флота и в Артиллерийской академии РККА.
Был женат на Е. Н. Самохваловой, сестре художника А. Н. Самохвалова. Отец писателя и литературоведа Германа Николаевича Ионина.
Скончался 15 ноября 1948 года в Ленинграде на 59-м году жизни.
Похоронен на Смоленском православном кладбище Санкт-Петербурга.
Произведения Н. А. Ионина находятся в ГРМ, в музеях и частных собраниях в России и за рубежом.

## Комментарии
1. ↑  Из одноимённых деревень Новгородской губернии ближе всех к Сыркову монастырю располагалась деревня Наволок Троицкой волости Новгородского уезда[2], не сохранилась, ныне — территория Трубичинского сельского поселения в Новгородском районе Новгородской области.